# Мочиле
Мочиле (словен. Močile) — поселення в общині Чрномель, Південно-Східна Словенія, Словенія. Висота над рівнем моря: 378,9 м.